# Intel XScale
XScale — микропроцессорное ядро, реализация Marvell (ранее — Intel) пятого поколения ARM-архитектуры, состоит из нескольких семейств: IXP, IXC, IOP, PXA и CE. Семейство PXA было продано Marvell Technology Group в июне 2006.

## Архитектура и состав
Архитектура XScale базируется на ARMv5TE ISA без операций с плавающей точкой. XScale имеет RISC-архитектуру с 7-стадийным суперконвейером целых и 8-стадийным суперконвейером данных. Он является потомком интеловской линии микропроцессоров StrongARM, который Intel приобрел у подразделения DEC Digital Semiconductor как побочное следствие судебного спора между компаниями. Intel использовал StrongARM, чтобы заместить свои устаревшие RISC-процессоры i860 и i960.
Все поколения XScale является 32-битными процессорами ARMv5TE, произведенными по технологии 0,18 микрон и имеют кэш 32 Кб данных и 32 Кб на инструкции (в других процессорах это может называться 64Кб-кэш первого уровня). Чипы также имеют 2 Кб мини-кэш данных.
Ядро XScale использует ряд микроконтроллеров, производящихся Intel и Marvell, среди которых:
- Процессоры приложений (с префиксом PXA). таких есть четыре: PXA210/PXA25x, PXA26x, PXA27x и PXA3xx.
- Процессоры ввода-вывода (с префиксом IOP)
- Сетевые процессоры (с префиксом IXP)
- Контрольные процессоры (с префиксом IXC).
- Процессоры для потребительской электроники (с префиксом CE).

## Применение
Микропроцессоры XScale использовались в популярных карманных компьютерах семейства Dell Axim Pocket PC, большинстве линий Zire, Treo и Tungsten от Palm, поздних версиях Sharp Zaurus, сериях Motorola A780, Acer n50, Compaq iPaq 3900 и многих других PDA. Он также используется как основной процессор в настольной системе Iyonix под управлением RISC OS, и NSLU2 (Slug) под Linux. XScale также используется в таких приспособлениях, как портативные видеоплееры или портативные медиацентры, включая Creative Zen Portable Media Player, а также индустриальных встраиваемых системах. Согласно источникам, Apple в рамках стратегического партнерства с Intel использовала процессоры XScale в моделях iPod и iPhone.
С другой стороны рынка, процессоры хранения данных IOP33x используются в некоторых платформах серверов на Xeon, а также в аппаратных RAID-контроллерах.

## Продажа бизнеса
27 июня 2006 Intel объявила о согласии на продажу XScale компании Marvell Technology Group за оценочно 600 млн $ наличными, также были некоторые неразглашенные условия. Это позволило Intel сконцентрироваться на своем основном бизнесе — производстве x86-совместимых процессоров и серверов на их основе. Приобретение было завершено в ноябре 2006. Ожидалось, что Intel будет выпускать процессоры XScale, пока Marvell определяется с производственными мощностями, а также продолжит производство и продажу процессоров IXP и IOP, которые не вошли в данное соглашение.